# NGC 1049
NGC 1049 è un ammasso globulare situato nella costellazione della Fornace distante circa 530.000 anni luce dalla Terra. Fu scoperto da John Herschel al Capo di Buona Speranza tra il 1834 e il 1838.
L'ammasso è legato gravitazionalmente alla Galassia nana della Fornace, una delle più piccole galassie che compongono il nostro Gruppo Locale: esso è il più grande dei sei che contiene ed è stato scoperto prima della stessa galassia.
La sua magnitudine apparente è pari a +12,9: per osservarlo occorre almeno un telescopio amatoriale.
L'ammasso è molto vecchio, con un'età stimata in 10 miliardi di anni e possiede stelle di Popolazione II, molto vecchie e povere di metalli: la metallicità dell'ammasso misura infatti [Fe/H]=-1,96.
NGC 1049 è catalogato anche come Hodge 3.